# Type 93 (tổ hợp tên lửa đất đối không)
Type 93 SAM (93式近距離地対空誘導弾, 93-shiki kinkyori titaikū yuūdōdan) hay Kin-SAM là hệ thống tên lửa đất đối không tầm gần do tập đoàn Toshiba Heavy Industries phát triển cho Lực lượng Phòng vệ Nhật Bản để thực hiện việc phòng không tầm thấp thay cho các khẩu pháo phòng không L-90 35 mm.

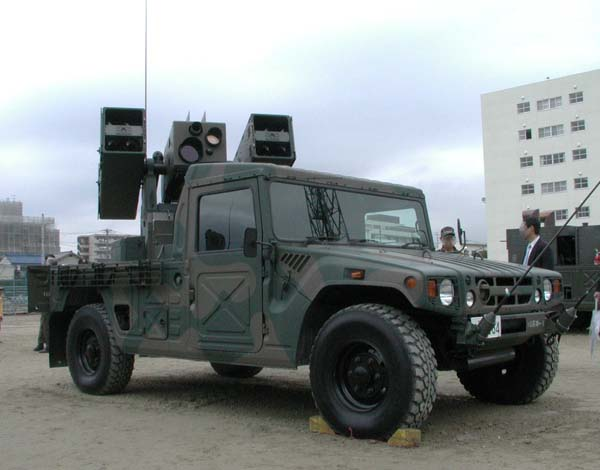
Tổ hợp Type 93 SAM gắn trên Kōkidōsha

Trong hàng ngũ của JSDF, Type 91 được biết đến với biệt danh Closed Arrow.

## Phát triển
Lực lượng phòng vệ Nhật Bản đã sử dụng pháo phòng không L-90 để bảo vệ các khu vực trong phạm vi 3,500 - 4,000 m. Tuy nhiên trong những năm 1980 khi Hoa Kỳ và Liên Xô bắt đầu thử nghiệm các tên lửa chống tăng có tầm bắn lên đến 5,000 - 6,000 m thì nguy cơ các pháo phòng không này không thể tự vệ ngoài tầm bắn với các trực thăng trang bị các loại tên lửa đó đã trở thành hiện thực.
Mặc dù đã có phương án lắp L-90 lên hệ thống kéo của xe tăng Type 74 để chúng cơ động hơn nhưng vẫn chưa đủ và phương án này khá đắc. Phương án được quan tâm nhất là tạo ra một tổ hợp tên lửa cơ động với tầm bắn xa hơn.
Sau khi Lực lượng Phòng vệ Nhật Bản nhận được các tên lửa phòng không vác vai Shiki 91 có tầm bắn 5000m thì kế hoạch cho việc phát triển tổ hợp này đã được bắt đầu với kết quả là hệ thống tên lửa đất đối không Type 93. Tính đến năm 2008 thì đã có 113 hệ thống được đặt mua.

## Thiết kế
Hệ thống gồm hai khối, mỗi khối chứa 4 ống tên lửa Type 91. Giữa hai khối này là hệ thống dò mục tiêu quang điện tử tìm mục tiêu trong dải hồng ngoại và ánh sáng nhìn thấy được, ngoài ra nó còn có ăngten phân biệt địch ta cùng một ra đa độc đáo nhỏ không dùng cho việc tác chiến mà nhưng để tìm và theo dõi các mục tiêu tầm thấp. Toàn bộ hệ thống được đặt trên một xe chiến đấu có độ cơ động cao.
Việc phóng tên lửa có thể thực hiện trong xe hoặc ngoài xe. Hệ thống phát lệnh có thể được tháo ra để nhóm tác chiến có thể thực hiện việc phóng ở một khoảng cách an toàn với bệ phóng. Hệ thống này có tay cầm và màn hình hiển thị mục tiêu. Mặc dù trông có vẻ hệ thống dò mục tiêu quang điện tử làm tất cả việc dò tìm mục tiêu nhưng trên nón của nhóm tác chiến cũng có hệ thống camera tìm mục tiêu và nó sẽ kết nối với hệ thống.
Nhóm chiến đấu gồm 3 người sẽ ngồi trên xe với chỗ ngồi chính giữa là chỉ huy. Không gian khá chật hẹp đến không có chỗ để duỗi chân nên các binh sĩ này được huấn luyện rất kỹ với tinh thần như "bác sĩ".